# Oliver Razum
Oliver Razum (* 10. Juni 1960 in Frankfurt am Main) ist ein deutscher Epidemiologe und Mediziner. Er lehrt als Professor in den Bereichen Epidemiologie & International Public Health an der Universität Bielefeld.

## Werdegang

### Studium
Razum studierte in Heidelberg Medizin und war zunächst von 1992 bis 1994 als Wissenschaftlicher Mitarbeiter an der Abteilung Tropenhygiene der Universität Heidelberg angestellt. Er koordinierte das Modul „Epidemiology and Biostatistics“ im Master-of-Science-Kurs „Community Health and Health Management“ der Medizinischen Fakultät in Heidelberg. Er promovierte im Februar 1994 an der Universität Heidelberg zum Dr. med. mit seiner Dissertationsschrift: Action research to improve service quality in the Expanded Programme on Immunization.
Im Zeitraum von 1994 bis 1995 absolvierte er einen Kurs in Epidemiologie an der London School of Hygiene and Tropical Medicine als Stipendiat des DAAD-Sonderprogramms „Epidemiologie“ und erwarb im September 1995 einen Master of Science in Epidemiologie. Anschließend habilitierte er im Bereich Public Health an der Heidelberger Universität mit der Habilitationsschrift: „Der Healthy-migrant-Effekt in Epidemiologie und öffentlicher Gesundheitspflege“ im Juli 2002.

### Berufliche Tätigkeiten
Razum war im Zeitraum von 1990 bis 1992 als Distriktarzt in Zimbabwe am Chimanimani Hospital tätig. Dort war er verantwortlich für einen Gesundheitsdistrikt mit einer Bevölkerung von 115.000 Menschen und mit 140 Angestellten. Seine Arbeitsschwerpunkte waren dabei Akzeptanz und Qualität der Impfdienste und Mangelernährung bei Kindern.
Anschließend arbeitete er in den Jahren von 1995 bis 2002 als Wissenschaftlicher Angestellter an der Abteilung Tropenhygiene an der Fakultät Heidelberg. Dort forschte er unter anderem zur Prävention von Herz-Kreislauf-Erkrankungen in Deutschland, der Türkei und im Libanon. Außerdem untersuchte er die Mortalität von Migrantinnen, die sozio-ökonomischen Einflussfaktoren auf die Müttersterblichkeit, verschiedene Bereiche der Gesundheitsberichterstattung sowie die Wirksamkeit von Screening-Maßnahmen.
Darüber hinaus arbeitete er als Oberassistent an der Abteilung für Tropenhygiene und Öffentliches Gesundheitswesen der Universität Heidelberg von 2003 bis 2004.
Im Oktober 2004 trat er eine Professur an der Fakultät für Gesundheitswissenschaften der Universität Bielefeld an und übernahm die Leitung der Arbeitsgruppe 3 „Epidemiologie & International Public Health“. Von 2006 bis 2011 war er Prodekan der Fakultät für Gesundheitswissenschaften der Universität Bielefeld. Im Januar 2012 wurde er dann zum Dekan der Fakultät für Gesundheitswissenschaften ernannt. Nach seiner zehnjährigen Amtszeit übergab er das Amt an seinen Nachfolger, Professor Wolfgang Greiner.

## Arbeitsschwerpunkte
Oliver Razum beschäftigt sich mit verschiedenen Bereichen der öffentlichen Gesundheit und Epidemiologie. Seine Forschung umfasst den Einfluss von Migration und Flucht sowie soziale Ungleichheiten im Gesundheitsbereich. Er untersucht auch, wie kleinräumige Faktoren die Gesundheit beeinflussen und analysiert die Effektivität von Gesundheitssystemen, Rehabilitationsmaßnahmen und Screening-Programmen. Zudem befasst er sich mit Impfungen, wie etwa gegen die Viruserkrankungen Masern und Polio. Ergänzend wirkte er in zahlreichen unterschiedlichen Projekten mit, welche sich mit der Verbesserung der Gesundheitsversorgung befassen.

## Auszeichnungen
Razum wurde auf einem Kongress zum Internationalen Tag der Migranten als „Vorbild in der Integrationsgesellschaft 2013“ ausgezeichnet. Giesela Fischer, Vorsitzende des Ethno-Medizinischen Zentrums e. V., überreichte ihm den Preis für seine herausragenden wissenschaftlichen Arbeiten zur Migration und Gesundheit. Razum hat durch evidenzbasierte Methoden wichtige neue Erkenntnisse in der gesundheitlichen Migrationsforschung gewonnen und seine sozialepidemiologischen Studien zählen zu den qualitativ hochwertigsten in Deutschland und Europa.

## Publikationen
Razum hat ein Epidemiologie-Lehrbuch veröffentlicht und zahlreiche Standardwerke der Gesundheitswissenschaften und Epidemiologie mit herausgegeben.

### Monografien
- mit Breckenkamp J, Brzoska P. (2022): Epidemiologie für Dummies. 4. Aufl. Weinheim: Wiley-VCH Verlag, ISBN 978-3-527-70514-6
- mit Brzoska P, Razum O (2010). Validity issues in quantitative migrant health research. The example of illness perceptions. Frankfurt am Main: Peter Lang, ISBN 978-3-631-59448-3
- mit Voigtländer S, Berg-Beckhoff G (2008). Gesundheitliche Ungleichheit: Der Beitrag kontextueller Merkmale. Challenges in Public Health, Frankfurt am Main: Peter Lang Verlag, ISBN 978-3-631-57221-4
- mit Zeeb H, Meesmann U, Schenk L, Bredehorst M, Brzoska P, Dercks T, Glodny S, Menkhaus B, Salman R, Saß AC et al. (2008). Migration und Gesundheit. Schwerpunktbericht der Gesundheitsberichterstattung. Berlin: Robert Koch-Institut, ISBN 978-3-89606-184-3[13]

### Herausgeberschaft von Sammelwerken
- mit Bozorgmehr, K., Roberts, B., & Biddle, L. R.: Health Policy and Systems Responses to Forced Migration. Cham: Springer, 2020, ISBN 978-3-030-33811-4
- mit Kolip, P.: Handbuch Gesundheitswissenschaften. 7., überarbeitete Auflage. Weinheim: Beltz Juventa, 2020, ISBN 978-3-7799-3857-6
- mit Hurrelmann, K.: Handbuch Gesundheitswissenschaften. 6. durchgesehene Auflage. Weinheim: Beltz Juventa, 2016, ISBN 978-3-7799-3125-6
- mit Schott, T. P. : Migration und medizinische Rehabilitation. Gesundheitsforschung. Weinheim, Basel: Beltz Juventa Verlag, 2013, ISBN 978-3-7799-1987-2
- mit Gerhardus, A., Breckenkamp, J., Schmacke, N., & Wenzel, H.: Evidence-based Public Health. Bessere Gesundheitsversorgung durch geprüfte Informationen. Bern: Huber, 2010, ISBN 978-3-456-84764-1[14]